# کاتالین پالینگر
کاتالین پالینگر (انگلیسی: Katalin Pálinger؛ زادهٔ ۶ دسامبر ۱۹۷۸) بازیکن هندبال اهل مجارستان است.